# Черникувко
Черникувко — деревня в гмине Черниково Торуньского повета Куявско-Поморского воеводства в центральной части севера Польши. Деревня расположена примерно в 3 км к северо-западу от Черниково и в 22 км к востоку от города Торунь. В 1975—1998 годах административно принадлежала к Торуньскому воеводству.